# Григоре, Джордже-Габрьел
Джордже-Габрьел Григоре (рум. George-Gabriel Grigore; род. 13 ноября 1970, Бухарест) — румынский шахматист, гроссмейстер (2002).
В составе сборной Румынии участник 2-х Олимпиад (2000 и 2004).

## Таблица результатов
| Год  | Город   | Турнир         | + | − | = | Результат | Место |
| ---- | ------- | -------------- | - | - | - | --------- | ----- |
| 2000 | Стамбул | 34-я олимпиада | 3 | 2 | 1 | 3½ из 6   |       |
| 2004 | Кальвиа | 36-я олимпиада | 2 | 1 | 6 | 5 из 9    |       |
|      |         |                |   |   |   | из        |       |

## Изменения рейтинга
| Графики недоступны из-за технических проблем. См. информацию на Фабрикаторе и на mediawiki.org. |